# Сражение у моста Фирдан
Сражение у моста Эль-Фердан (араб. معركة الفردان‎, 8 октября 1973) — крупное танковое сражение на начальном этапе Октябрьской войны 1973 года. Заключительное и решающее сражение в ходе операции «Бадр». Проводилось в прибрежной зоне на участке от моста Фердан до населённого пункта Кантара в северной части синайского полуострова.

## Предыстория
Для контратаки египетских войск, перешедших Суэцкий канал, израильское командование подготовило 162-ю и 143-ю резервные бронетанковые дивизии. 217-я бригада 162-й дивизии 7 октября попала в засаду египетского вертолётного десанта и понесла значительные потери.

## Силы сторон
На 8 октября 162-я дивизия имела 183 танка: 133 танка «Центурион» в составе 217-й и 500-й бригад, и 50 танков M48 и возможно М60 в составе 460-й бригады (эта бригада была передана из состава 252-й дивизии). С учётом израильских войск, которые стояли севернее у Кантары, общее число израильских войск расположенных вдоль оси Фердан-Кантара составляло 18400 солдат и 290 танков.
Силы египтян захвативших позиции в центральном секторе наступления 2-й армии, включали 2-ю пехотную дивизию под командованием генерала Хасана Абу Саада и 24-ю танковую бригаду, имевшую на вооружении до 124 танков Т-54/55. С учётом египетских войск, которые захватили город Кантара, общее число египетских войск расположенных вдоль оси Фердан-Кантара составляло 23400 солдат и 250 танков.
Таким образом, сражение происходило при примерно равном количестве сил, за исключением Фердана, где израильтянам удалось сосредоточить значительно больше танков, чем у египтян.

## Ход боевых действий
Первые столкновения 8 октября начались утром в районе Кантары, которая находилась в нескольких километрах севернее Фердана.
В 6:00 египтяне захватили израильский укрепрайон «Милано» линии Бар Лева. Из 43 израильских солдат оборонявших крепость, 24-ём удалось эвакуироваться, 13 погибших и 6 раненых израильских солдат были оставлены. В это же время израильская танковая бригада попыталась контратаковать данный район, но наткнулась на огонь египетских танков Т-62 15-й бригады. Египетские танки в течение нескольких часов вели танковый бой и удерживали позиции, прежде чем израильтяне отступили и решили начать атаку южнее в районе моста Фердан. Согласно израильской разведке, потери египетских танков во время боя в этом районе, если вообще и были, то не превышали 3 единиц.
Выведенный из строя в начале войны израильский командный и радиолокационный центр в Умм-Марджам к 8 октября восстановил свою работу. В 8:00 этого дня Египет запустил 6 баллистических ракет из ракетных комплексов Луна-М по центру Умм-Марджам и аэродрому Шаир. В результате ракетного попадания на взлётных полосах пострадало 6 истребителей F-4 «Фантом».
460-я израильская бригада получена задание атаковать плацдарм 2-й дивизии. По дороге у одного из батальонов закончилось горючее. В 11.00 второй батальон начал атаку. Сломив сопротивление первой линии египетской пехоты, израильтяне продвинулись на 800 метров. В этой точке они попали под обстрел египетских танков и артиллерии. В считанные минуты батальон потерял 18 танков и отступил, большая часть его командиров была убита или ранена.
Второй батальон совместно с 50-ю танками 217-й бригады Натке Нира получил задание атаковать египетские позиции у моста Фердан. К ним присоединилось подкрепление в виде батальона из 25 танков под командованием Еляшива Шемши. В 13.00 египетские разведчики из 2-й дивизии заметили концентрацию израильских танков. Десятью минутами позже, египтяне перехватили радиосообщения на иврите. Командующий египтянами, Абу Саада, приказал пропустить израильтян на плацдарм, чтобы их окружить. В 13.30 израильские танки пошли в наступление и попали в ловушку. Танки Т-54/55 24-й египетской бригады открыли огонь по наступающим войскам. С другого фланга их поддерживала пехота. В считанные минуты большая часть израильских войск была потеряна, четыре батальона были практически полностью разбиты. Среди пленных оказался командир израильского 113-го (он же 190-й) батальона 217-й бригады подполковник Асаф Ягури. В конце атаки у Нира осталось только 4 танка из 50, включая его собственный.
Батальон Амира, атакующий справа, понеся потери, прекратил наступление. Амир несколько раз запрашивал поддержку с воздуха, но так её и не получил.

## Потери
По данным американских экспертов в сражениях возле Фердана и Кантары 8 октября было подбито около 10 египетских танков и от 75 до 83 израильских. Было убито или ранено 370 египетских и 676 израильских солдат. 66 израильских и 1 египетский военнослужащий попали в плен соответственно.
Очень низкие потери египетских танков позже подтвердили израильские самолёты-разведчики, сфотографировавшие 10 октября зону боевых действий в районе прошедшего сражения.

## Роль авиации
Об участии египетских ВВС в сражении подробная информации неизвестна. Известно лишь что 217-я бригада проезжая возле Кантары в сторону Фердана попала под удар одного египетского истребителя-бомбардировщика.
ВВС Израиля значительной роли не сыграли в сражении. Для поддержки наступления на Фердан они выполнили всего лишь 24 самолёто-вылета, причём несколько раз подряд они разбомбили свои же израильские танки 217-й бригады. Несколько самолётов пострадало во время удара по израильскому аэродрому Шаир.
Поздним вечером, после окончания танкового сражения, израильские самолёты попытались уничтожить понтонные переправы египтян у Фердана. В ходе налёта был сбит израильский истребитель F-4 «Фантом» (б/н 666, оба пилота погибли).